# Konecranes

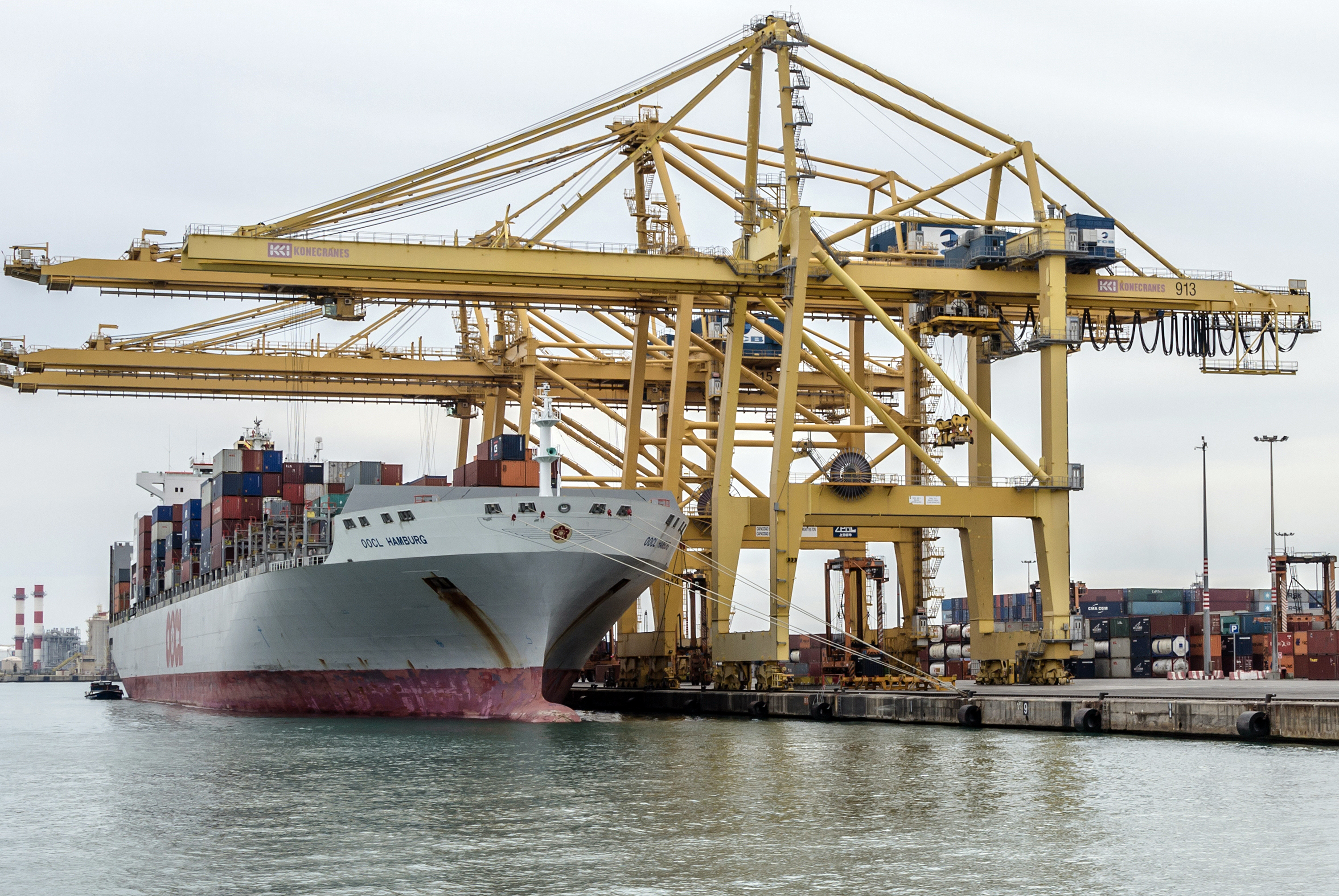
Portacontenedores OOCL Hamburgo en el puerto de Barcelona. Grúa portuaria de Konecranes.

Konecranes Oyj es una compañía finlandesa, con sede en Hyvinkää, que se especializa en la fabricación y servicio de grúas y equipos elevadores así como servicios de máquinas de herramientas.  
Konecranes es un de los fabricantes de grúas más grandes del mundo, produce una de cada diez grúas del mundo, de las cuales sobre un 80% son para uso en factorías y el resto para puertos. Konecranes opera en más de 50 países y tiene unos 16.500 empleados.

## Historia

### Como parte de Kone (1933-1994)
Konecranes tiene su origen dentro de la finlandesa Kone Corporation. Su historia retrocede a 1933 cuando Kone se embarcó en la producción de grúas puente eléctricas. En 1988 el negocio de grúas fue combinado en la División Kone Cranes.
La División KONE Cranes se mantuvo como componente integral de Kone hasta el año 1994. En febrero de ese año, Kone tomó la decisión estratégica de focalizar sus esfuerzos en el negocio de los ascensores, llevando a la desinversión en la división de grúas como entidad independiente. Esta nueva compañía fue fundada como KCI Konecranes, siendo la propiedad transferida a la compañía de inversión Industri Kapital.
El primer CEO fue Dr. Stig Gustavson.